# Andelsbanken
Andelsbanken (formelt: Den Danske Andelsbank) var en dansk bank, der blev stiftet i 1909 som et andelsselskab med garantikapital fra 225 andelsselskaber. Banken begyndte sin drift i 1914. Den blev benyttet som bankforbindelse af den danske andelsbevægelse og fik hurtigt en stærk vækst. I 1920'erne var banken vokset til at være landets 5. største (efter Landmandsbanken, Handelsbanken, Privatbanken og Diskonto- og Revisionsbanken). Banken opførte sammen med Arbejdernes Andels Boligforening (København) bygningen Axelborg i København.
Andelsbanken kom i problemer under finanskrisen i 1920'erne (Finanskrisen 1921-29). Der var store tab særlig på selskabet De Danske Mejeriforeningers Mælke-Eksport, hvis formål var at eksportere kondenseret mælk. I januar 1925 måtte Andelsbanken rekonstrueres med indskud af ny kapital fra Nationalbanken og fra tre store andelsvirksomheder. Rekonstruktionen var imidlertid utilstrækkelig til at dække Andelsbankens tab, og i juni 1925 standsede banken sine betalinger og gik konkurs. Ved den endelige boopgørelse fik kreditorerne (herunder indskyderne) en dækning på 91,4 procent af deres tilgodehavender.
Efter sammenbruddet i Den Danske Andelsbank ønskede en kreds af indskydere at genrejse banken. De stiftede i november 1925 en ny bank, der fik navnet Dansk Andels- og Folkebank. Den nye bank overtog flere af den gamle banks filialer, og fra 1928 begyndte de store andelsvirksomheder at anvende den nye bank som bankforbindelse. Banken skiftede navn til Andelsbanken. I 1930 overtog Andelsbanken de aktiver, der var tilbage i boet efter Den Danske Andelsbank.
I 1980'erne var Andelsbanken et af Danmarks 8 største pengeinstitutter (sammen med Den Danske Bank, Handelsbanken, Privatbanken, Sparekassen SDS, Bikuben, Jyske Bank og Provinsbanken). I 1987 overtog Andelsbanken den kriseramte Hellerup Bank.
Med virkning fra 1990 fusionerede Andelsbanken med Sparekassen SDS og Privatbanken. Den fusionerede bank fik navnet Unibank.